# Річкові канонерські човни типу «Сета»
Річкові канонерські човни типу «Сета» (яп. 勢多型砲艦, Seta-gata hōkan) були типом річкових канонерських човнів Імперських ВМС Японії. Тип складався з 4 кораблів:   
- Сета (1922) (勢多)
- Катата (1923) (堅田)
- Хіра (比良)
- Ходзу (ほづ)

Їх конструкція засновувалась на першій побудованій у Японії річковій канонерці «Тоба». Ці кораблі були побудовані на початку 1920-х років. Брали участь у Японсько-китайській війні та у Другій світовій війні.